# Carles Puigdemont
Carles Puigdemont i Casamajó (wym. [ˈkar.ɫəs pudʒ.ðə.ˈmon i ka.zə.mə.'ʒo]ⓘ; ur. 29 grudnia 1962 w Amerze) – hiszpański i kataloński polityk, samorządowiec oraz dziennikarz, alkad Girony (2011–2016), poseł do Parlamentu Europejskiego IX kadencji. W styczniu 2016 powołany na przewodniczącego Generalitat de Catalunya, w październiku 2017 został usunięty z urzędu przez premiera Hiszpanii Mariana Rajoya.

## Życiorys
Studiował filologię katalońską na Uniwersytecie w Gironie. Zawodowo zajmował się dziennikarstwem. Był redaktorem naczelnym dziennika „El Punt”, dyrektorem agencji prasowej Agència Catalana de Notícies i dyrektorem anglojęzycznego miesięcznika „Catalonia Today”. W latach 2002–2004 kierował wydziałem kultury w prowincji Girona. Posługuje się czterema językami: katalońskim, hiszpańskim, francuskim i rumuńskim.
Działał w młodzieżówce Joventut Nacionalista de Catalunya, dołączył do Demokratycznej Konwergencji Katalonii (CDC). W 2006 z ramienia federacji Konwergencja i Unia wybrany na posła do katalońskiego parlamentu, uzyskiwał reelekcję na kolejne kadencje. W 2007 bezskutecznie ubiegał się o urząd burmistrza Girony. Został powołany na to stanowisko po kolejnych wyborach lokalnych w 2011, zajmując je do 2016. W 2015 został prezesem Associació de Municipis per la Independència, zrzeszenia katalońskich gmin na rzecz niepodległości.
W tym samym roku ponownie wszedł w skład parlamentu Katalonii z listy Junts pel Sí, współtworzonej przez CDC i Republikańską Lewicę Katalonii; mandat uzyskiwał formalnie także w 2017 i w 2021.
W styczniu 2016, po kilkumiesięcznych negocjacjach, został wskazany jako kandydat na nowego przewodniczącego katalońskiego rządu. Urząd ten objął 12 stycznia 2016. Odmówił złożenia przysięgi wierności hiszpańskiej konstytucji i królowi. 27 października 2017, po przeprowadzeniu nieuznawanego przez władze Hiszpanii referendum i deklaracji niepodległości Katalonii, premier Mariano Rajoy ogłosił odwołanie autonomicznych władz tej wspólnoty autonomicznej. 30 października Carles Puigdemont i czworo byłych ministrów rządu Katalonii wyjechało do Belgii; na wniosek hiszpańskiego prokuratora generalnego 3 listopada sąd w Madrycie wydał w stosunku do niego europejski nakaz aresztowania. 5 listopada wraz z czterema byłymi ministrami rządu Katalonii zgłosił się do belgijskiej policji. Po przesłuchaniu został zwolniony warunkowo do czasu rozprawy przed belgijskim sądem.
W nakazanych przez rząd Hiszpanii przedterminowych wyborach regionalnych w Katalonii zwycięstwo odniosła centroprawicowa unionistyczna partia Obywatele. Większość w miejsc w parlamencie uzyskali jednak przedstawiciele partii separatystycznych, w tym Demokratyczna Europejska Partia Katalonii (PDeCAT) byłego premiera. Carles Puigdemont wymógł na obu głównych ugrupowaniach, by uznały go za wspólnego kandydata na premiera autonomicznego rządu, chociaż sam wraz z częścią nowo wybranych posłów dla uniknięcia aresztowania przebywał od listopada 2017 poza granicami Hiszpanii, co uniemożliwiałoby mu sprawowanie mandatu posła i wykonywanie funkcji premiera. W marcu 2018 został zatrzymany na terenie Niemiec; wkrótce jednak doszło do jego zwolnienia przy zastosowaniu wolnościowych środków zapobiegawczych do czasu ostatecznego zakończenia postępowania. W lipcu tegoż roku niemiecki sąd wyraził zgodę na jego przekazanie Hiszpanii, ograniczając zakres przekazania do zarzutów związanych z defraudacją. W tym samym miesiącu hiszpański Sąd Najwyższy wycofał europejski nakaz aresztowania wobec byłego premiera Katalonii.
Organizował przy tym kolejne inicjatywy polityczne Junts per Catalunya i Crida Nacional per la República. W 2018 na emigracji utworzył Radę na rzecz Republiki. W 2019 Carles Puigdemont jako lider katalońskiej listy wyborczej Lliures per Europa został wybrany na eurodeputowanego IX kadencji, nie objął jednak początkowo mandatu z uwagi na spór co do legalności jego wyboru. W październiku 2019, po wyroku skazującym innych byłych członków katalońskich władz, ponownie wystawiono za nim europejski nakaz aresztowania. Na początku stycznia 2020 Parlament Europejski uznał go za legalnie wybranego europosła ze skutkiem od początku kadencji. W 2020 Carles Puigdemont wystąpił z PDeCAT, inicjując nowe ugrupowanie polityczne, które pozostało przy szyldzie Junts per Catalunya. We wrześniu 2021 w związku z prowadzonymi przez hiszpański wymiar sprawiedliwości poszukiwaniami międzynarodowymi został zatrzymany na Sardynii, zwolnienie uzyskał już następnego dnia.
W 2024 ponownie wybrano go do katalońskiego parlamentu. W sierpniu tegoż roku powrócił do Hiszpanii.